# Léran
Léran (Leran en occitan languedocien) est une commune française, située dans l'est du département de l'Ariège en région Occitanie. Sur le plan historique et culturel, la commune fait partie du pays d'Olmes, haut lieu de la tragédie cathare alliant des paysages d'une extrême diversité.
Exposée à un climat océanique altéré, elle est drainée par le Touyre et par divers autres petits cours d'eau. La commune possède un patrimoine naturel remarquable composé de trois zones naturelles d'intérêt écologique, faunistique et floristique.
Léran est une commune rurale qui compte 616 habitants en 2022. Elle fait partie de l'aire d'attraction de Lavelanet. Ses habitants sont appelés les Léranais ou Léranaises.
Le patrimoine architectural de la commune comprend un immeuble protégé au titre des monuments historiques : le château, inscrit en 1959 puis en 1986.

## Géographie

### Localisation
1. Carte dynamique
2. Carte Openstreetmap
3. Carte topographique
4. Carte avec les communes environnantes

La commune de Léran se trouve dans le département de l'Ariège, en région Occitanie.
Elle se situe à 25 km à vol d'oiseau de Foix, préfecture du département, à 28 km de Pamiers, sous-préfecture, et à 12 km de Mirepoix, bureau centralisateur du canton de Mirepoix dont dépend la commune depuis 2015 pour les élections départementales.
La commune fait en outre partie du bassin de vie de Lavelanet.
Les communes les plus proches sont : 
Régat (2,0 km), Aigues-Vives (3,0 km), Belloc (3,2 km), La Bastide-sur-l'Hers (3,6 km), Le Peyrat (3,7 km), Laroque-d'Olmes (3,7 km), Tabre (4,2 km), Saint-Quentin-la-Tour (5,0 km).
Sur le plan historique et culturel, Léran fait partie du pays d'Olmes, haut lieu de la tragédie cathare alliant des paysages d'une extrême diversité.
Léran est limitrophe de huit autres communes.
Les communes limitrophes sont  Aigues-Vives, Belloc, La Bastide-sur-l'Hers, Laroque-d'Olmes, Le Peyrat, Montbel, Régat et Troye-d'Ariège.
| Aigues-Vives    | Troye-d'Ariège        | Belloc    |
| Régat           | Léran                 | Montbel   |
| Laroque-d'Olmes | La Bastide-sur-l'Hers | Le Peyrat |

### Géologie et relief
La commune est située dans le Bassin aquitain, le deuxième plus grand bassin sédimentaire de la France après le Bassin parisien, certaines parties étant recouvertes par des formations superficielles. Les terrains affleurants sur le territoire communal sont constitués de roches sédimentaires datant du Cénozoïque, l'ère géologique la plus récente sur l'échelle des temps géologiques, débutant il y a 66 millions d'années. La structure détaillée des couches affleurantes est décrite dans la feuille « n°1076 - Lavelanet » de la carte géologique harmonisée au 1/50 000ème du département de l'Ariège, et sa notice associée.
La superficie cadastrale de la commune publiée par l’Insee, qui sert de références dans toutes les statistiques, est de 11,92 km2,. La superficie géographique, issue de la BD Topo, composante du Référentiel à grande échelle produit par l'IGN, est quant à elle de 12,13 km2. L'altitude du territoire varie entre 375 m et 545 m.

### Hydrographie

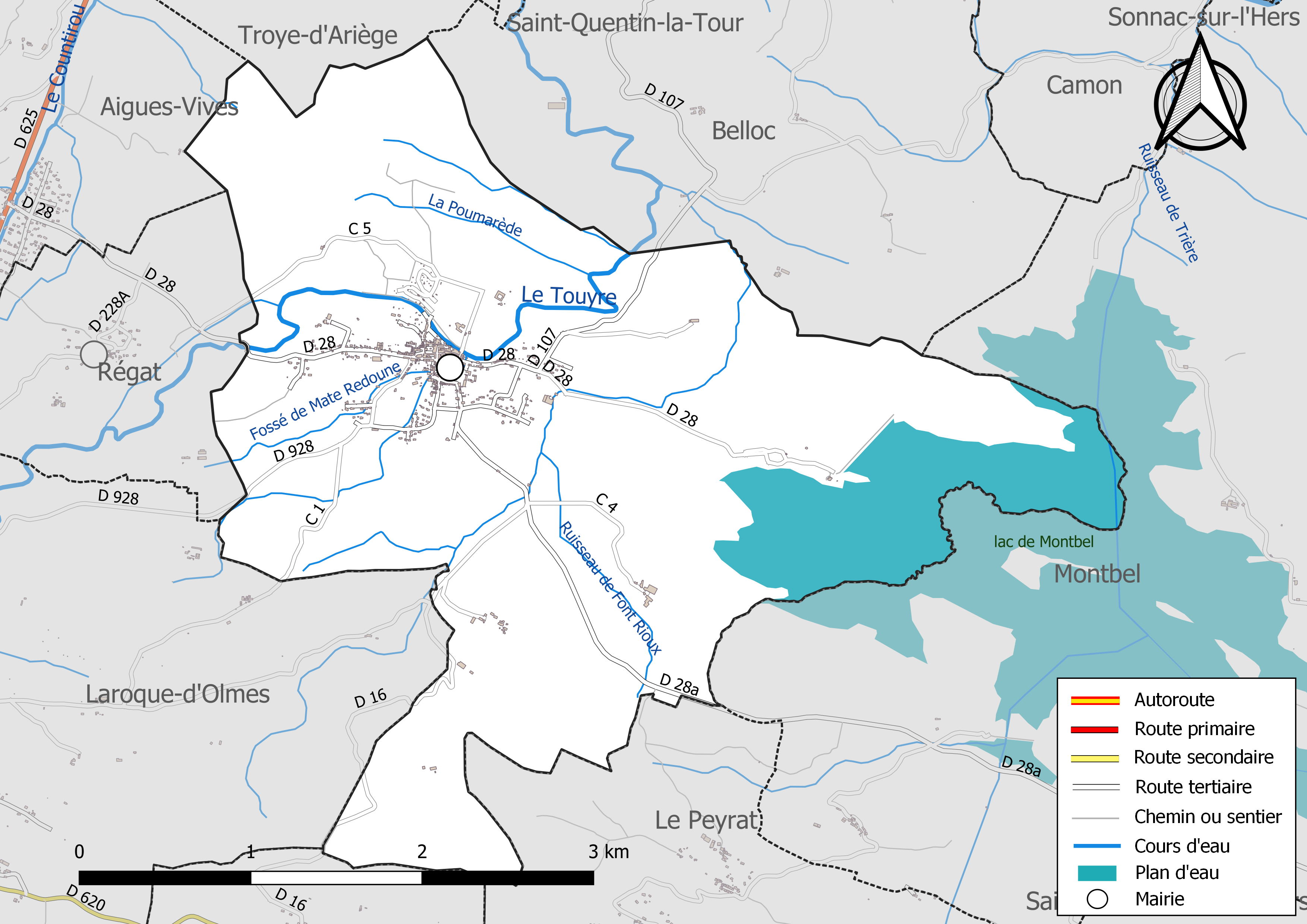
Réseaux hydrographique et routier de Léran.

La commune est dans le bassin versant de la Garonne, au sein du bassin hydrographique Adour-Garonne. Elle est drainée par le Touyre, un bras du Touyre, Fossé de Mate Redoune, la Poumarède, le ruisseau de Font Rioux et par divers petits cours d'eau, constituant un réseau hydrographique de 17 km de longueur totale,.
Le Touyre, d'une longueur totale de 39,2 km, prend sa source dans la commune de Montferrier et s'écoule du sud vers le nord. Il traverse la commune et se jette dans l'Hers-Vif à Lagarde, après avoir traversé 10 communes.

### Climat
Pour des articles plus généraux, voir Climat de l'Occitanie et Climat de l'Ariège.
En 2010, le climat de la commune est de type climat méditerranéen altéré, selon une étude s'appuyant sur une série de données couvrant la période 1971-2000. En 2020, Météo-France publie une typologie des climats de la France métropolitaine dans laquelle la commune est exposée à un climat de montagne et est dans une zone de transition entre les régions climatiques « Pyrénées orientales » et « Pyrénées centrales ».
Pour la période 1971-2000, la température annuelle moyenne est de 12,8 °C, avec une amplitude thermique annuelle de 16 °C. Le cumul annuel moyen de précipitations est de 852 mm, avec 9,7 jours de précipitations en janvier et 5,8 jours en juillet. Pour la période 1991-2020, la température moyenne annuelle observée sur la station météorologique installée sur la commune est de 12,5 °C et le cumul annuel moyen de précipitations est de 810,2 mm,. Pour l'avenir, les paramètres climatiques de la commune estimés pour 2050 selon différents scénarios d'émission de gaz à effet de serre sont consultables sur un site dédié publié par Météo-France en novembre 2022.
| Mois                                  | jan.           | fév.          | mars           | avril         | mai           | juin          | jui.          | août          | sep.          | oct.          | nov.          | déc.          | année     |
| ------------------------------------- | -------------- | ------------- | -------------- | ------------- | ------------- | ------------- | ------------- | ------------- | ------------- | ------------- | ------------- | ------------- | --------- |
| Température minimale moyenne (°C)     | 0,6            | 0,5           | 3              | 5,8           | 9             | 13            | 14,6          | 14,2          | 11,1          | 8             | 3,8           | 0,9           | 7         |
| Température moyenne (°C)              | 5,2            | 5,5           | 8,4            | 11,4          | 14,5          | 18,7          | 20,7          | 20,5          | 17,4          | 13,6          | 8,7           | 5,9           | 12,5      |
| Température maximale moyenne (°C)     | 9,8            | 10,5          | 13,8           | 17            | 19,9          | 24,4          | 26,8          | 26,8          | 23,7          | 19,3          | 13,7          | 10,9          | 18        |
| Record de froid (°C) date du record   | −13,1 12.01.10 | −16 09.02.12  | −11,3 01.03.05 | −3,9 08.04.21 | −0,2 07.05.19 | 3 12.06.19    | 6,2 24.07.12  | 4,8 31.08.10  | 1,4 29.09.02  | −3,3 30.10.12 | −8,3 18.11.07 | −9 27.12.10   | −16 2012  |
| Record de chaleur (°C) date du record | 21,7 18.01.07  | 24,5 27.02.19 | 24,8 15.03.12  | 28,7 09.04.11 | 30,8 25.05.17 | 37,4 29.06.19 | 37,3 17.07.22 | 39,9 23.08.23 | 33,2 03.09.16 | 31,7 01.10.23 | 24,9 01.11.20 | 21,8 23.12.12 | 39,9 2023 |
| Précipitations (mm)                   | 87,7           | 64            | 71,8           | 79,2          | 86,5          | 53,8          | 43,9          | 45,1          | 59,8          | 65,9          | 83,3          | 69,2          | 810,2     |

### Milieux naturels et biodiversité
L’inventaire des zones naturelles d'intérêt écologique, faunistique et floristique (ZNIEFF) a pour objectif de réaliser une couverture des zones les plus intéressantes sur le plan écologique, essentiellement dans la perspective d’améliorer la connaissance du patrimoine naturel national et de fournir aux différents décideurs un outil d’aide à la prise en compte de l’environnement dans l’aménagement du territoire.
Deux ZNIEFF de type 1 sont recensées sur la commune :
le « lac de Montbel et partie orientale du bas pays d'Olmes » (7 200 ha), couvrant 38 communes dont 30 dans l'Ariège et 8 dans l'Aude, et 
le « réseau hydrographique du Touyre entre Montferrier et Léran » (64 ha), couvrant 10 communes du département
et une ZNIEFF de type 2, : 
les « coteaux du Palassou » (26 749 ha), couvrant 48 communes dont 43 dans l'Ariège et 5 dans l'Aude.

Carte des ZNIEFF de type 1 et 2 à Léran.
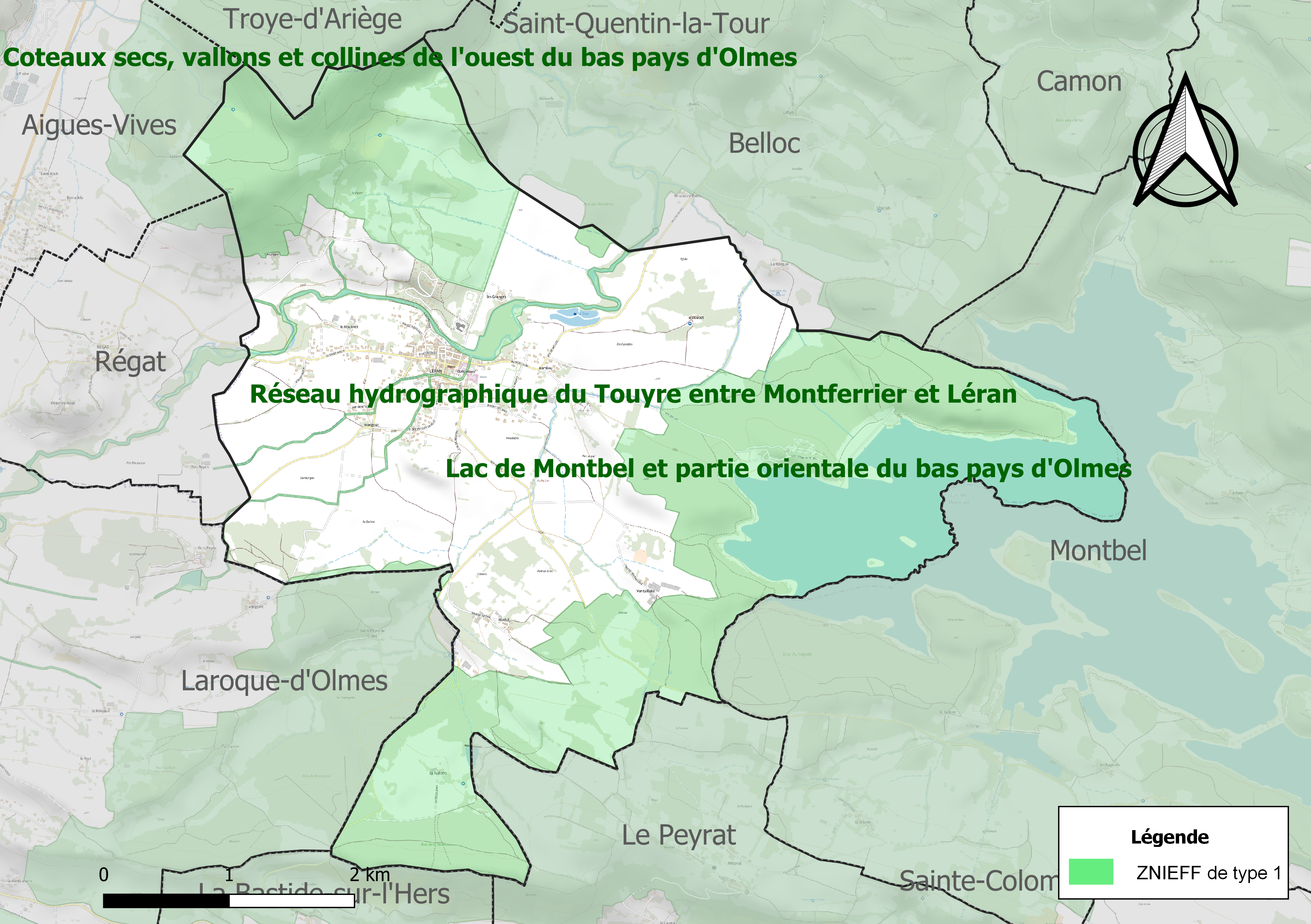
Carte des ZNIEFF de type 1 sur la commune.
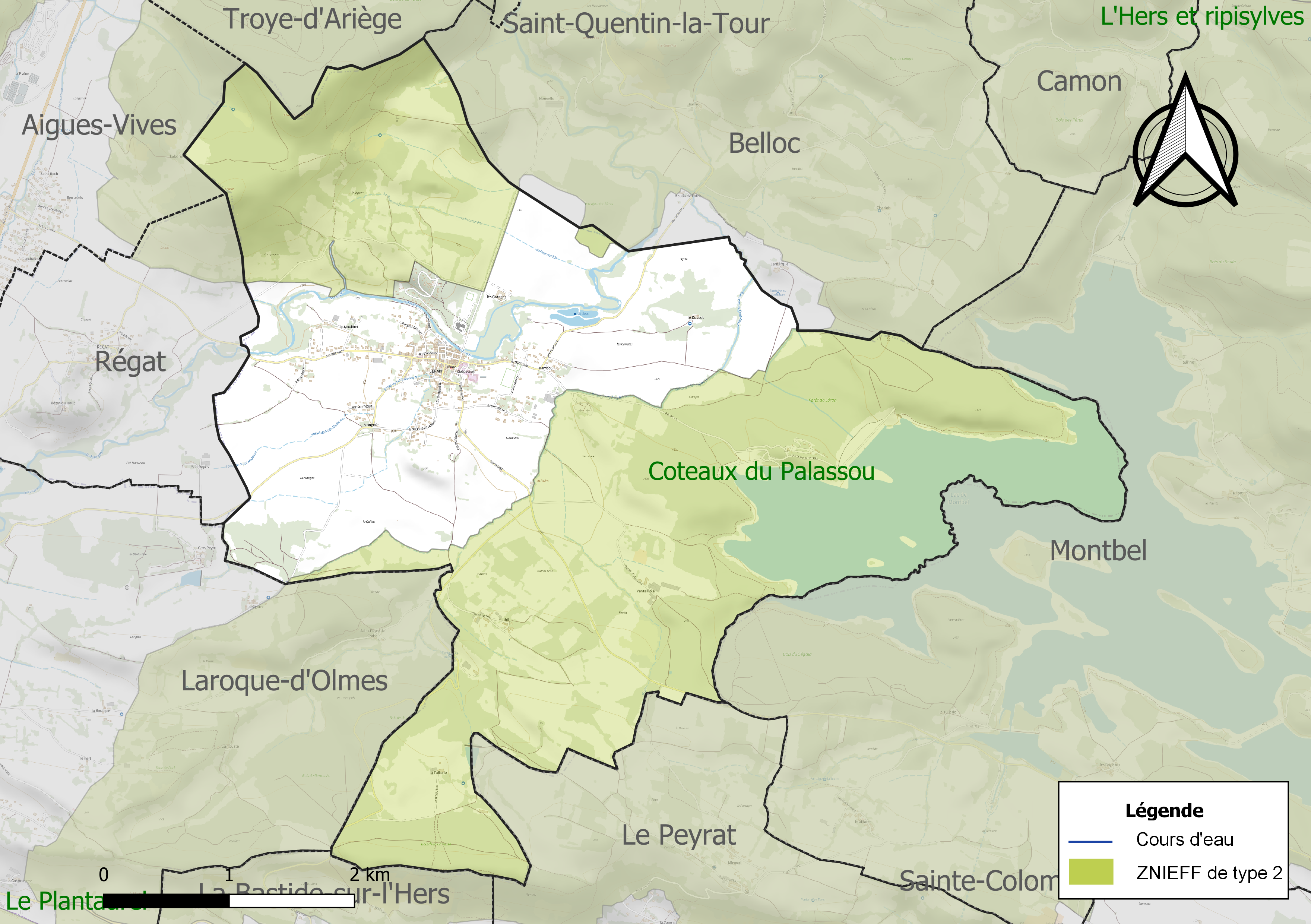
Carte de la ZNIEFF de type 2 sur la commune.

## Urbanisme

### Typologie
Au 1er janvier 2024, Léran est catégorisée commune rurale à habitat dispersé, selon la nouvelle grille communale de densité à 7 niveaux définie par l'Insee en 2022.
Elle est située hors unité urbaine. Par ailleurs la commune fait partie de l'aire d'attraction de Lavelanet, dont elle est une commune de la couronne,. Cette aire, qui regroupe 28 communes, est catégorisée dans les aires de moins de 50 000 habitants,.

### Occupation des sols
L'occupation des sols de la commune, telle qu'elle ressort de la base de données européenne d’occupation biophysique des sols Corine Land Cover (CLC), est marquée par l'importance des territoires agricoles (55,7 % en 2018), en diminution par rapport à 1990 (57,8 %). La répartition détaillée en 2018 est la suivante : 
zones agricoles hétérogènes (48,1 %), forêts (27,1 %), eaux continentales (12,7 %), zones urbanisées (4,4 %), terres arables (4,4 %), prairies (3,2 %). L'évolution de l’occupation des sols de la commune et de ses infrastructures peut être observée sur les différentes représentations cartographiques du territoire : la carte de Cassini (XVIIIe siècle), la carte d'état-major (1820-1866) et les cartes ou photos aériennes de l'IGN pour la période actuelle (1950 à aujourd'hui).

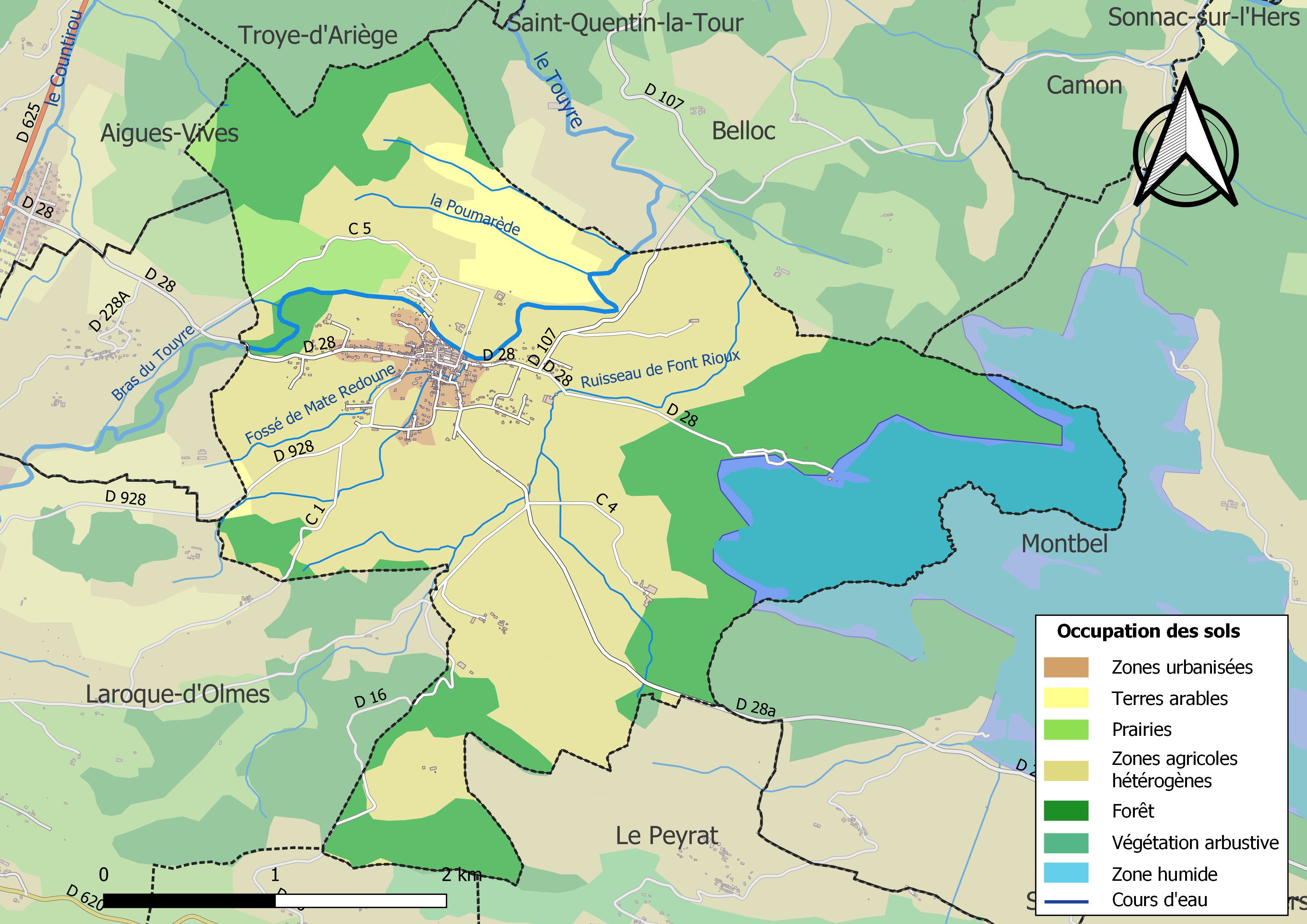
Carte des infrastructures et de l'occupation des sols de la commune en 2018 (CLC).

### Habitat et logement
En 2018, le nombre total de logements dans la commune était de 462, alors qu'il était de 455 en 2013 et de 411 en 2008.
Parmi ces logements, 64,7 % étaient des résidences principales, 26,7 % des résidences secondaires et 8,7 % des logements vacants. Ces logements étaient pour 89,3 % d'entre eux des maisons individuelles et pour 10,7 % des appartements.
Le tableau ci-dessous présente la typologie des logements à Léran en 2018 en comparaison avec celle de l'Ariège et de la France entière. Une caractéristique marquante du parc de logements est ainsi une proportion de résidences secondaires et logements occasionnels (26,7 %) supérieure à celle du département (24,6 %) et à celle de la France entière (9,7 %). Concernant le statut d'occupation de ces logements, 71 % des habitants de la commune sont propriétaires de leur logement (70,3 % en 2013), contre 66,3 % pour l'Ariège et 57,5 % pour la France entière.
| Typologie                                               | Léran | Ariège | France entière |
| ------------------------------------------------------- | ----- | ------ | -------------- |
| Résidences principales (en %)                           | 64,7  | 65,7   | 82,1           |
| Résidences secondaires et logements occasionnels (en %) | 26,7  | 24,6   | 9,7            |
| Logements vacants (en %)                                | 8,7   | 9,7    | 8,2            |

### Voies de communication et transports
Accès avec la route départementale 16.

### Risques majeurs

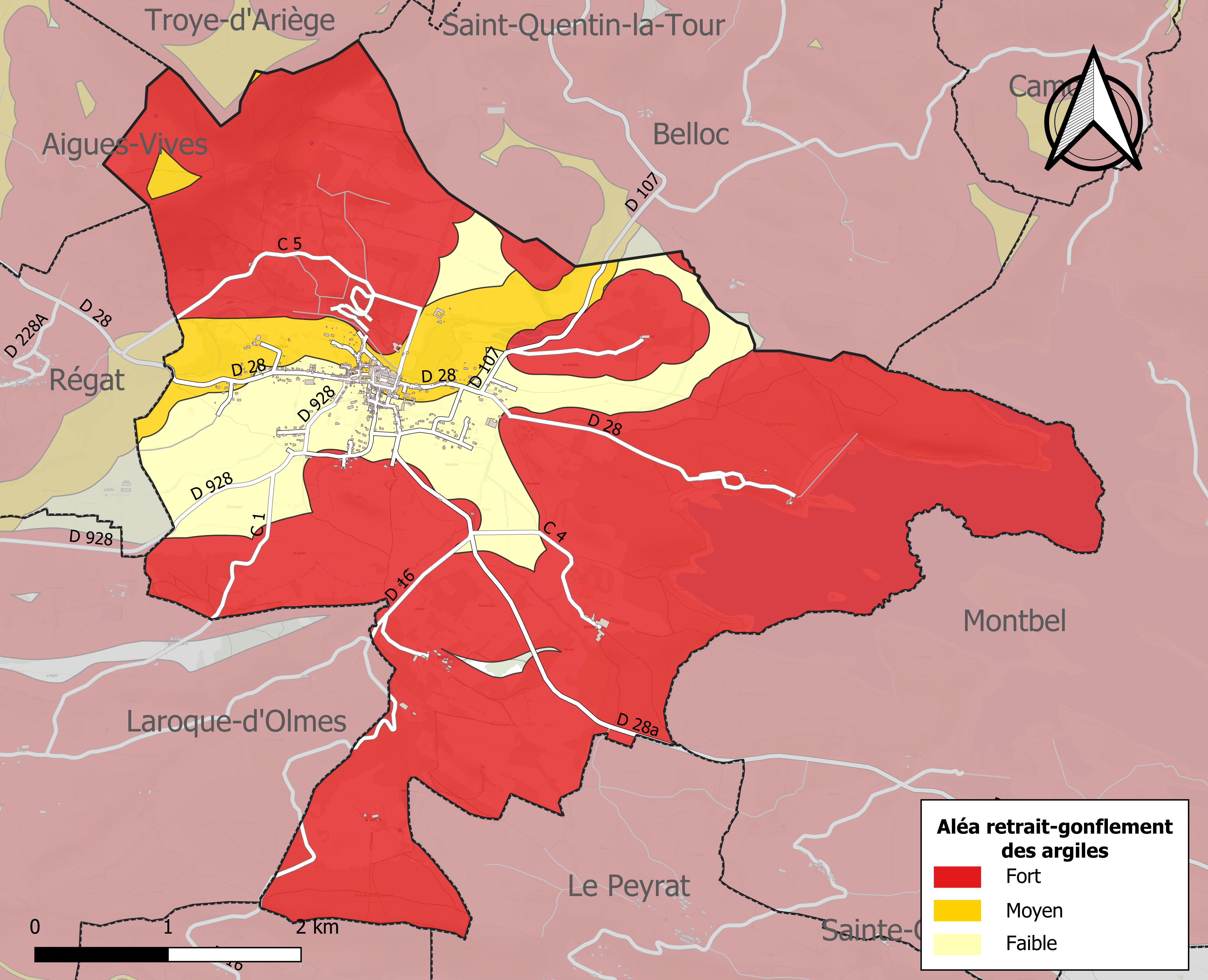
Zonage de l'aléa retrait-gonflement des argiles sur la commune de Léran.

Le territoire de la commune de Léran est vulnérable à différents aléas naturels : inondations, climatiques (grand froid ou canicule), feux de forêts, mouvements de terrains et séisme (sismicité modérée),.
Certaines parties du territoire communal sont susceptibles d’être affectées par le risque d’inondation par débordement, crue torrentielle d'un cours d'eau, le Touyre, ou ruissellement d'un versant. L’épisode de crue le plus marquant dans le département reste sans doute celui de 1875. Parmi les inondations marquantes plus récentes concernant le Touyre figurent les crues de 1992.
Les mouvements de terrains susceptibles de se produire sur la commune sont soit des glissements de terrains soit des mouvements liés au retrait-gonflement des argiles. Près de 50 % de la superficie du département est concernée par l'aléa retrait-gonflement des argiles, dont la commune de Léran. L'inventaire national des cavités souterraines permet par ailleurs de localiser celles situées sur la commune.
Ces risques naturels sont pris en compte dans l'aménagement du territoire de la commune par le biais d'un plan de prévention des risques (PPR) inondation et mouvement de terrain approuvé le 30 juin 2003.

## Histoire
Le château fort existait déjà en 1164, compris dans la seigneurie de Mirepoix. Après le partage de 1329, le domaine de Léran (château et terres) revient à Gaston de Lévis qui prend le titre de Lévis-Léran, alors que son frère prend celui de Lévis-Mirepoix. La famille noble de Lévis jouera un rôle déterminant durant des siècles.
Aux XIXe et XXe siècles, la commune de Léran est connue pour son activité industrielle, principalement liée aux tanneries (notamment celles de la famille Bez) et aux fabriques de peigne en corne. La proximité du Touyre a facilité le développement des usines.

## Politique et administration

### Découpage territorial
La commune de Léran est membre de la communauté de communes du Pays de Mirepoix, un établissement public de coopération intercommunale (EPCI) à fiscalité propre créé le 31 décembre 2013 dont le siège est à Mirepoix. Ce dernier est par ailleurs membre d'autres groupements intercommunaux.
Sur le plan administratif, elle est rattachée à l'arrondissement de Pamiers, au département de l'Ariège, en tant que circonscription administrative de l'État, et à la région Occitanie.
Sur le plan électoral, elle dépend du canton de Mirepoix pour l'élection des conseillers départementaux, depuis le redécoupage cantonal de 2014 entré en vigueur en 2015, et de la deuxième circonscription de l'Ariège  pour les élections législatives, depuis le redécoupage électoral de 1986.

### Administration municipale
Le nombre d'habitants au recensement de 2017 étant compris entre 500 habitants et 1 499 habitants, le nombre de membres du conseil municipal pour l'élection de 2020 est de quinze,.

### Liste des maires
| Période                                  | Période   | Identité                                               | Étiquette | Qualité                             |
| ---------------------------------------- | --------- | ------------------------------------------------------ | --------- | ----------------------------------- |
| 1889                                     | 1900      | Charles François Henri Jean Marie de Lévis Mirepoix    |           |                                     |
| 1902                                     | 1904      | Charles François Henri Jean Marie de Lévis Mirepoix    |           |                                     |
| 1908                                     | 1912      | Charles François Henri Jean Marie de Lévis Mirepoix    |           |                                     |
| 1912                                     | 1928      | Antoine Pierre Marie François Joseph de Lévis Mirepoix |           |                                     |
| 1965                                     | 1971      | Émile Soum                                             |           |                                     |
| mars 1989                                | mars 2001 | Jean Marc Sirena                                       | PS        | Président de communauté de communes |
| mars 2001                                | mars 2020 | Henri Barrou                                           | PCF       | Professeur des écoles               |
| 2020                                     | En cours  | Sébastien Bertrand                                     |           |                                     |
| Les données manquantes sont à compléter. |           |                                                        |           |                                     |

## Population et société

### Démographie
L'évolution du nombre d'habitants est connue à travers les recensements de la population effectués dans la commune depuis 1793. Pour les communes de moins de 10 000 habitants, une enquête de recensement portant sur toute la population est réalisée tous les cinq ans, les populations de référence des années intermédiaires étant quant à elles estimées par interpolation ou extrapolation. Pour la commune, le premier recensement exhaustif entrant dans le cadre du nouveau dispositif a été réalisé en 2005.

En 2022, la commune comptait 616 habitants, en évolution de +3,88 % par rapport à 2016 (Ariège : +1,48 %, France hors Mayotte : +2,11 %).
| 1793 | 1800 | 1806  | 1821  | 1831  | 1836  | 1841  | 1846 | 1851  |
| ---- | ---- | ----- | ----- | ----- | ----- | ----- | ---- | ----- |
| 860  | 375  | 1 022 | 1 072 | 1 113 | 1 097 | 1 008 | 949  | 1 009 |

| 1856  | 1861  | 1866 | 1872 | 1876 | 1881  | 1886  | 1891  | 1896  |
| ----- | ----- | ---- | ---- | ---- | ----- | ----- | ----- | ----- |
| 1 048 | 1 053 | 966  | 902  | 943  | 1 000 | 1 041 | 1 081 | 1 087 |

| 1901  | 1906  | 1911 | 1921 | 1926 | 1931 | 1936 | 1946 | 1954 |
| ----- | ----- | ---- | ---- | ---- | ---- | ---- | ---- | ---- |
| 1 108 | 1 075 | 981  | 846  | 806  | 729  | 652  | 620  | 716  |

| 1962 | 1968 | 1975 | 1982 | 1990 | 1999 | 2005 | 2006 | 2010 |
| ---- | ---- | ---- | ---- | ---- | ---- | ---- | ---- | ---- |
| 627  | 599  | 592  | 548  | 595  | 539  | 518  | 520  | 596  |

| 2015 | 2020 | 2022 | - | - | - | - | - | - |
| ---- | ---- | ---- | - | - | - | - | - | - |
| 595  | 618  | 616  | - | - | - | - | - | - |

| selon la population municipale des années : | 1968 | 1975 | 1982 | 1990 | 1999 | 2006 | 2009 | 2013 |
| Rang de la commune dans le département      | 41   | 39   | 45   | 42   | 52   | 61   | 59   | 53   |
| Nombre de communes du département           | 340  | 328  | 330  | 332  | 332  | 332  | 332  | 332  |

## Économie

### Revenus
En 2018, la commune compte 275 ménages fiscaux, regroupant 584 personnes. La médiane du revenu disponible par unité de consommation est de 18 250 € (19 820 € dans le département).

### Emploi
| Division       | 2008   | 2013   | 2018   |
| -------------- | ------ | ------ | ------ |
| Commune        | 11,2 % | 12,3 % | 12,7 % |
| Département    | 8,9 %  | 11,1 % | 11,2 % |
| France entière | 8,3 %  | 10 %   | 10 %   |

En 2018, la population âgée de 15 à 64 ans s'élève à 336 personnes, parmi lesquelles on compte 72,1 % d'actifs (59,4 % ayant un emploi et 12,7 % de chômeurs) et 27,9 % d'inactifs,. Depuis 2008, le taux de chômage communal (au sens du recensement) des 15-64 ans est supérieur à celui de la France et du département.
La commune fait partie de la couronne de l'aire d'attraction de Lavelanet, du fait qu'au moins 15 % des actifs travaillent dans le pôle,. Elle compte 145 emplois en 2018, contre 127 en 2013 et 116 en 2008. Le nombre d'actifs ayant un emploi résidant dans la commune est de 204, soit un indicateur de concentration d'emploi de 70,8 % et un taux d'activité parmi les 15 ans ou plus de 48,9 %.
Sur ces 204 actifs de 15 ans ou plus ayant un emploi, 63 travaillent dans la commune, soit 31 % des habitants. Pour se rendre au travail, 76,7 % des habitants utilisent un véhicule personnel ou de fonction à quatre roues, 3,8 % les transports en commun, 13,4 % s'y rendent en deux-roues, à vélo ou à pied et 6,2 % n'ont pas besoin de transport (travail au domicile).

### Activités hors agriculture
65 établissements sont implantés  à Léran au 31 décembre 2019. Le tableau ci-dessous en détaille le nombre par secteur d'activité et compare les ratios avec ceux du département,.
| Secteur d'activité                                                                                        | Commune | Commune | Département |
| Secteur d'activité                                                                                        | Nombre  | %       | %           |
| --- | ------- | ------- | ----------- |
| Ensemble                                                                                                  | 65      |         |             |
| Industrie manufacturière, industries extractives et autres                                                | 5       | 7,7 %   | (12,9 %)    |
| Construction                                                                                              | 10      | 15,4 %  | (14,2 %)    |
| Commerce de gros et de détail, transports, hébergement et restauration                                    | 23      | 35,4 %  | (27,5 %)    |
| Information et communication                                                                              | 3       | 4,6 %   | (1,8 %)     |
| Activités immobilières                                                                                    | 1       | 1,5 %   | (4,2 %)     |
| Activités spécialisées, scientifiques et techniques et activités de services administratifs et de soutien | 11      | 16,9 %  | (13,2 %)    |
| Administration publique, enseignement, santé humaine et action sociale                                    | 3       | 4,6 %   | (14,4 %)    |
| Autres activités de services                                                                              | 9       | 13,8 %  | (8,8 %)     |

Le secteur du commerce de gros et de détail, des transports, de l'hébergement et de la restauration est prépondérant sur la commune puisqu'il représente 35,4 % du nombre total d'établissements de la commune (23 sur les 65 entreprises implantées  à Léran), contre 27,5 % au niveau départemental.
Les quatre entreprises ayant leur siège social sur le territoire communal qui génèrent le plus de chiffre d'affaires en 2020 sont : 
- Etablissements Garrigue Et Fils, autres commerces de détail en magasin non spécialisé (974 k€)
- Creamundo, restauration traditionnelle (115 k€)
- HPG, activités des sièges sociaux (62 k€)
- Labeda Boye Energie, production d'électricité (31 k€)

Viticulture : Le-pays-cathare (IGP).

### Agriculture
La commune fait partie de la petite région agricole dénommée « Coteaux de l'Ariège ». En 2010, l'orientation technico-économique de l'agriculture  sur la commune est la polyculture et le polyélevage.
|                                   | 1988 | 2000 | 2010 |
| --------------------------------- | ---- | ---- | ---- |
| Exploitations                     | 12   | 9    | 10   |
| Superficie agricole utilisée (ha) | 678  | 863  | 1285 |

Le nombre d'exploitations agricoles en activité et ayant leur siège dans la commune est passé de 12 lors du recensement agricole de 1988 à 9 en 2000 puis à 10 en 2010, soit une baisse de 17 % en 22 ans. Le même mouvement est observé à l'échelle du département qui a perdu pendant cette période 48 % de ses exploitations. La surface agricole utilisée sur la commune a quant à elle augmenté, passant de 678 ha en 1988 à 1 285 ha en 2010. Parallèlement la surface agricole utilisée moyenne par exploitation a augmenté, passant de 57 à 129 ha.

### Enseignement
Léran fait partie de l'académie de Toulouse.

### Activités sportives
Chasse, pétanque, randonnée pédestre,

## Culture locale et patrimoine

### Lieux et bâtiments
- Le château de Léran dont l'existence est attestée dès 1163, est inscrit partiellement à l'inventaire des monuments historiques en 1959 et 1986.
- La commune de Léran offre la particularité de posséder deux cimetières : un cimetière catholique et un cimetière protestant.
- Le lac de Montbel est situé en grande partie sur la commune de Léran.
- Temple protestant désaffecté, dans le village.
- Église de la Fête-Dieu de Léran.

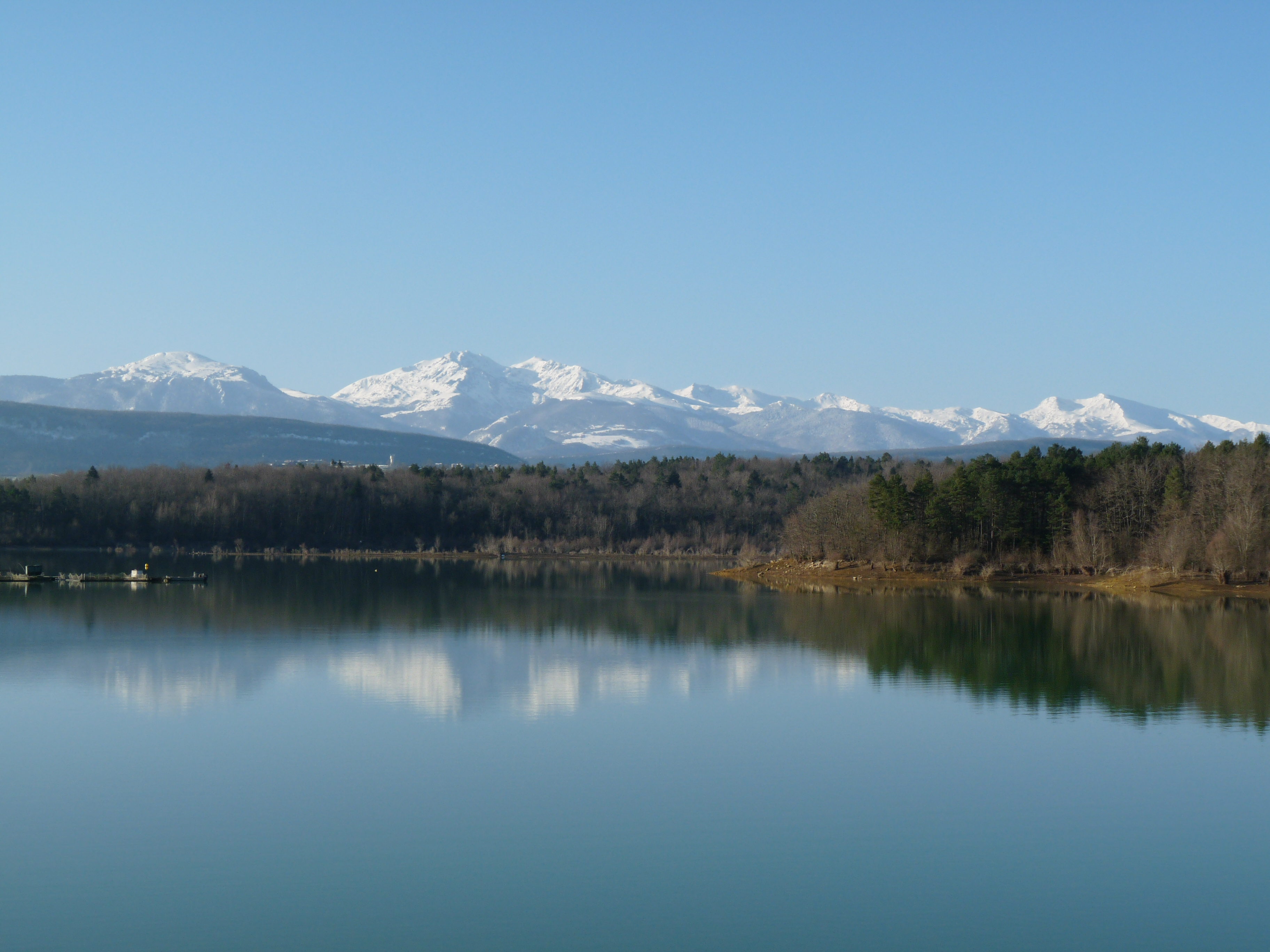
Le lac de Montbel et les Pyrénées en février 2015.
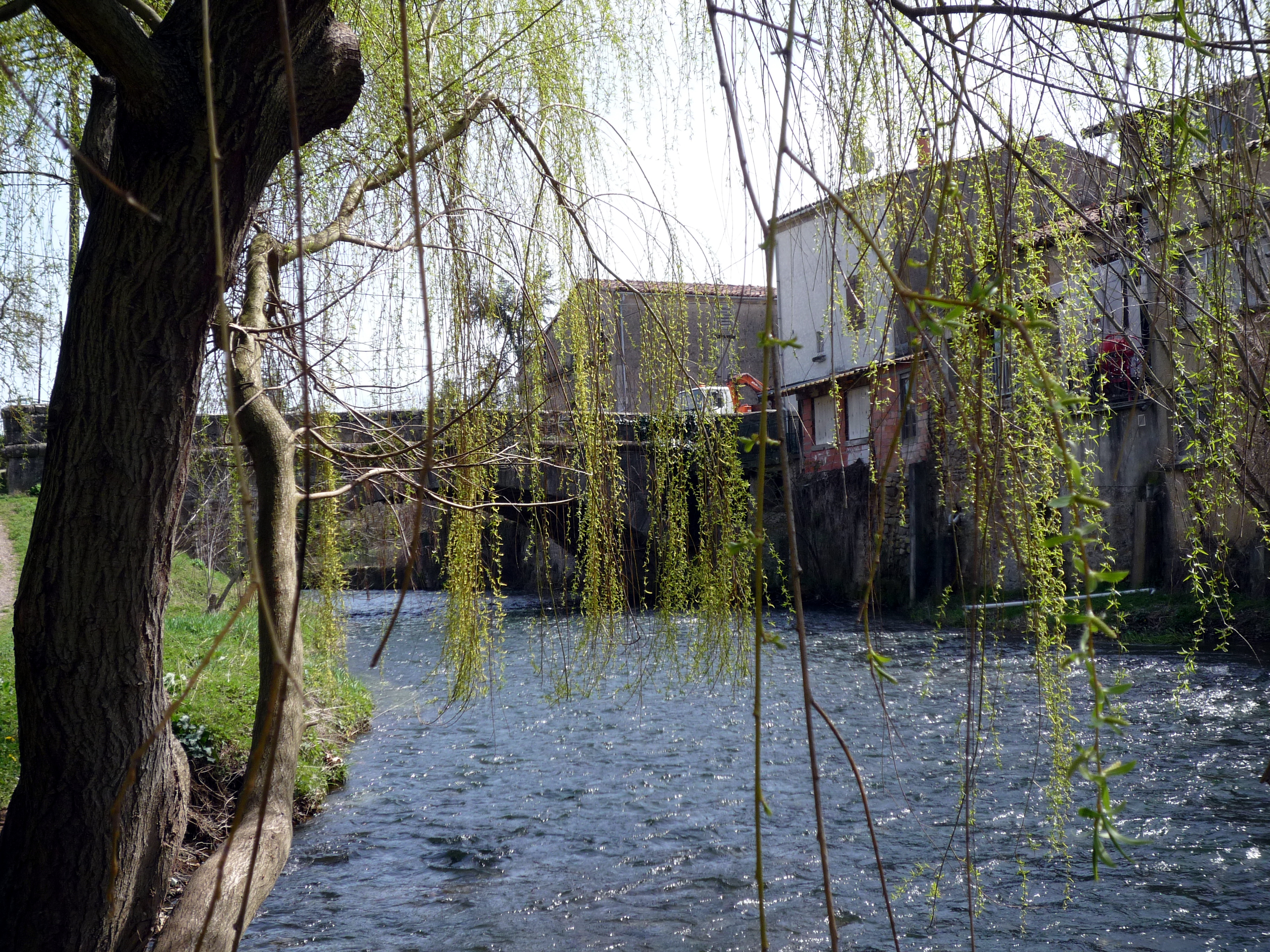
Le Touyre traversant le village.
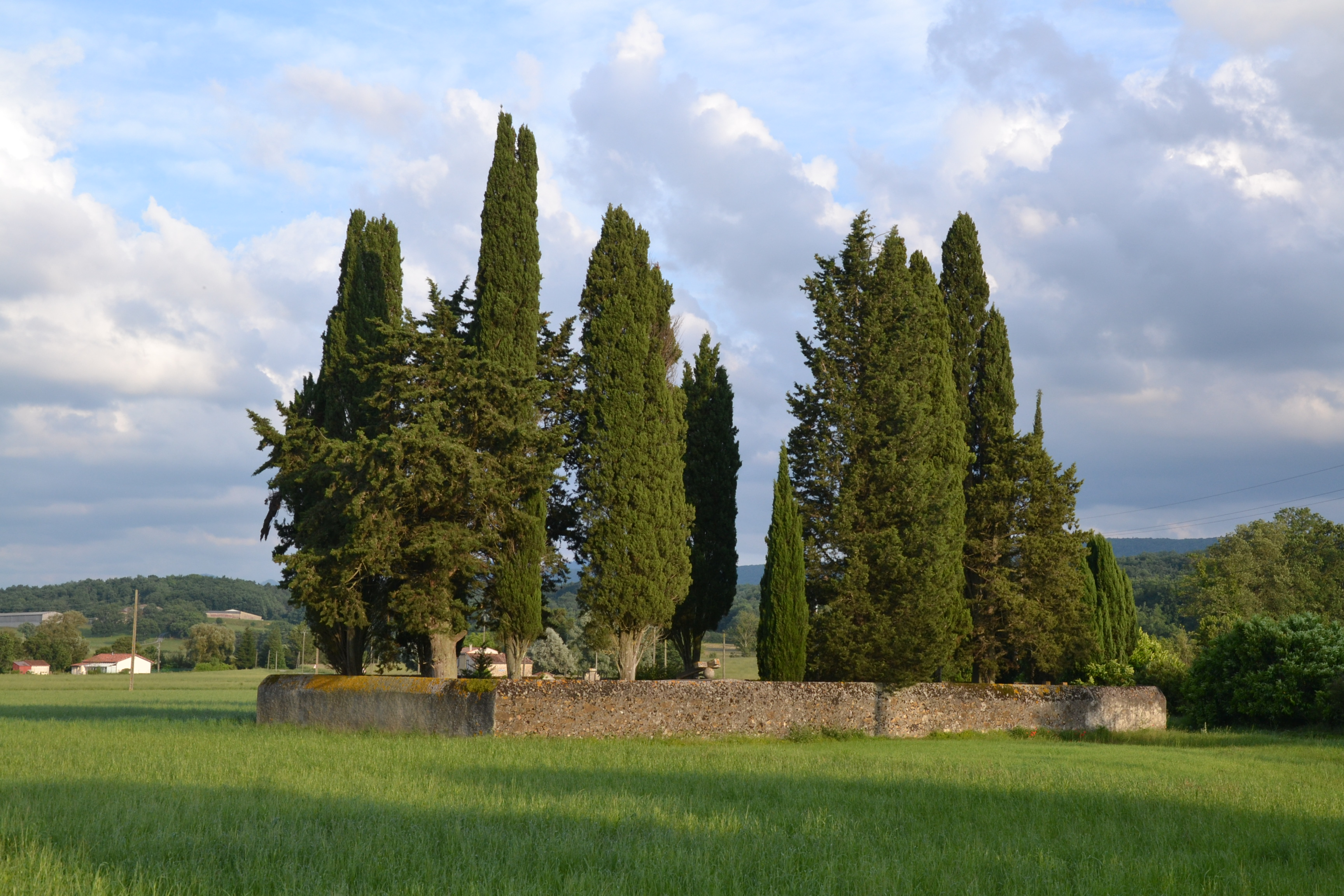
Le cimetière protestant.

### Personnalités liées à la commune
- Henri-Gaston de Lévis (1702-1787) né à Léran, évêque de Pamiers.
- Charles François Henri Jean Marie de Lévis-Mirepoix (21 janvier 1849 - Bruxelles † 10 mai 1915 - château de Léran), marquis de Mirepoix, 4e duc de San Fernando Luis, grand d'Espagne, maire de Léran pendant un quart de siècle ;
- Antoine de Lévis-Mirepoix (1er août 1884 - château de Léran † 16 juillet 1981 - Lavelanet), 5e duc de San Fernando Luis et grand d'Espagne, et 4e baron de Lévis-Mirepoix, dit « duc de Lévis-Mirepoix », maire de Léran, romancier, historien et essayiste, membre de l'Académie française (fauteuil 16, 1953).
- Claude Silve (1887-1978), née Philomène Lévis-Mirepoix à Léran, écrivaine.

### Héraldique
| Blason | Blasonnement : Écartelé : au 1er et 4e d’or à trois chevrons de sable, au 2e et 3e d’or à trois pals de gueules (1696). |

## Pour approfondir